# Coesyra
Coesyra är ett släkte av fjärilar. Coesyra ingår i familjen praktmalar, Oecophoridae.

## Dottertaxa tillCoesyra, i alfabetisk ordning[1]
- Coesyra abductella
- Coesyra acnissa
- Coesyra aeglitis
- Coesyra agramma
- Coesyra allocoma
- Coesyra alphitopis
- Coesyra amidrophanes
- Coesyra anacampta
- Coesyra anthodora
- Coesyra apora
- Coesyra apothyma
- Coesyra arenivaga
- Coesyra asema
- Coesyra aspasia
- Coesyra asthenopis
- Coesyra austalea
- Coesyra bathrophaea
- Coesyra byssodes
- Coesyra callixantha
- Coesyra catoptrina
- Coesyra centrobola
- Coesyra chrysoptera
- Coesyra cingulata
- Coesyra coeloxantha
- Coesyra colonaea
- Coesyra crassinervis
- Coesyra cretea
- Coesyra cyclotoma
- Coesyra deltosema
- Coesyra diadela
- Coesyra dicoela
- Coesyra dictyodes
- Coesyra disticta
- Coesyra droserodes
- Coesyra drymelanthes
- Coesyra ecliptica
- Coesyra enoplia
- Coesyra epicona
- Coesyra epistrepta
- Coesyra eremopola
- Coesyra euchrysa
- Coesyra euerata
- Coesyra gephyrota
- Coesyra habropis
- Coesyra heliciotis
- Coesyra heliophanes
- Coesyra hemiphragma
- Coesyra heterozona
- Coesyra holoxantha
- Coesyra ingrata
- Coesyra iodeta
- Coesyra iotrigona
- Coesyra iotypa
- Coesyra iozona
- Coesyra iphia
- Coesyra isarithma
- Coesyra lactipalpis
- Coesyra lambda
- Coesyra leptadelpha
- Coesyra leptospila
- Coesyra leucanepsia
- Coesyra lochmaea
- Coesyra maculisarca
- Coesyra maculopa
- Coesyra malacella
- Coesyra mediocris
- Coesyra melancholica
- Coesyra melanomita
- Coesyra melanoscia
- Coesyra melanthes
- Coesyra melliflua
- Coesyra miltozona
- Coesyra monodyas
- Coesyra notaria
- Coesyra ochrocirrha
- Coesyra olympias
- Coesyra ophthalmica
- Coesyra opsiphanes
- Coesyra oxyxantha
- Coesyra panchrysa
- Coesyra panxantha
- Coesyra paraderces
- Coesyra parvula
- Coesyra pelodesma
- Coesyra periculosa
- Coesyra perigypsa
- Coesyra permeata
- Coesyra phaeocosma
- Coesyra phaeodesma
- Coesyra phaeozona
- Coesyra phaulopis
- Coesyra philopsamma
- Coesyra philoxena
- Coesyra phoenopis
- Coesyra phricomita
- Coesyra plagiomochla
- Coesyra plectanora
- Coesyra pleurophaea
- Coesyra polemistis
- Coesyra polyzona
- Coesyra protosticha
- Coesyra psilostola
- Coesyra pycnoda
- Coesyra pyrota
- Coesyra pyrrhoptera
- Coesyra rhipidura
- Coesyra rhythmosema
- Coesyra rutila
- Coesyra silacea
- Coesyra silignis
- Coesyra sodalis
- Coesyra sororia
- Coesyra sporeta
- Coesyra stenomita
- Coesyra stenomorpha
- Coesyra stenoptera
- Coesyra stereomita
- Coesyra susanae
- Coesyra syneches
- Coesyra tapinophanes
- Coesyra thalamepola
- Coesyra thermistis
- Coesyra thoenatica
- Coesyra translatella
- Coesyra tricoronata
- Coesyra triptycha
- Coesyra vegrandis
- Coesyra violacea
- Coesyra xantholopha
- Coesyra xuthoterma
- Coesyra zalias